# Robert Schumann

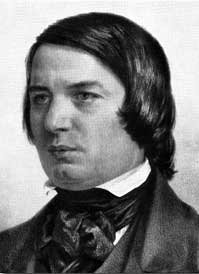
Robert Schumann

Robert Schumann, hay Robert Alexander Schumann, (8 tháng 6 năm 1810 - 29 tháng 7 năm 1856) là một nhà soạn nhạc và phê bình âm nhạc nổi tiếng của Đức. Ông là một trong những nhà soạn nhạc lãng mạn lừng danh nhất thế kỷ 19.
Đầu đời, Schumann theo đuổi ước mơ trở thành một nghệ sĩ piano bậc thầy và mong muốn này bắt nguồn từ sự động viên của thầy giáo ông là Friedrich Wieck, người đã khuyên Schumann rằng ông có thể trở thành nghệ sĩ piano bậc nhất châu Âu. Tuy vậy thì một chấn thương tay đã cản trở ước muốn này của Schumann và ông đã quyết định dồn sức lực cho việc soạn nhạc. Các tác phẩm đầu tiên của ông là các bản piano và lieder; sau đó ông soạn nhạc cho piano và dàn nhạc, thêm vào đó các tác phẩm lieder (những bài hát cho giọng ca và piano), bốn bản giao hưởng, một bản opera và các bản concerto, thánh ca và nhạc thính phòng. Các bài viết của ông về âm nhạc xuất hiện chủ yếu trên Die neue Zeitschrift für Musik (Tạp chí mới cho âm nhạc), một tạp chí ở Leipzig mà Schumann đồng sáng lập.
Năm 1840, sau một cuộc chiến pháp lý gay gắt với người cha của cô, Schumann kết hôn với nghệ sĩ piano Clara Wieck, một nhân vật có tiếng trong thời kỳ âm nhạc lãng mạn của dòng piano. Trong hai năm cuối cuộc đời, sau một vụ tự sát bất thành, Schumann bị đưa vào một viện tâm thần và qua đời ở đấy.

## Cuộc đời và sự nghiệp

### Những năm đầu đời
Robert Schumann được sinh ra trong một gia đình làm nghề xuất bản sách. Ông bố của Robert là một người có hiểu biết, ông khuyến khích những ham muốn nghệ thuật của con trai. Cậu bé Robert đã biết chơi đàn piano và sáng tác âm nhạc khi được 7 tuổi. 

### Khi trưởng thành

#### Sự cố đáng tiếc
Niccolò Paganini, một trong những người ảnh hưởng lớn nhất đến quyết định cống hiến toàn bộ cuộc đời cho âm nhạc của Robert Schumann, đã khiến chàng trai trẻ đến từ Đức cảm thấy say mê âm nhạc. Schumann đã nghe Paganini biểu diễn vào năm 1830, khi đó Schumann đã theo học ngành luật ở Leipzig. Schumann cảm thấy được điều kỳ diệu ở âm nhạc và đi đến quyết định trên. Ông ngày đêm luyện tập đàn piano dưới sự hướng dẫn của Friedrich Wieck, một người thầy dạy piano giỏi, nhưng khá bảo thủ. Việc học tập này đang tiến triển tốt thì một sự cố đã xảy đến: Schumann đã bị hỏng tay. Điều này đã chấm dứt hoàn toàn hy vọng trở thành một nghệ sĩ piano tài hoa của nhà soạn nhạc Đức. Trước sự cố đó, Schumann dồn toàn bộ tâm huyết vào sáng tác và phê bình âm nhạc.

#### 14 năm ở Leipzig
Đây là thời kỳ chứng kiến tài năng của Schumann. Năm 1834, cùng với vài người bạn cùng chung chí hướng, ông thành lập Câu lạc bộ David, ra tờ Tạp chí Âm nhạc mới.
Năm 1838, Robert Schumann thăm thành phố Viên, phát hiện tổng phổ bản giao hưởng số 9 của Franz Schubert và gưỉ nó cho Felix Mendelssohn.
Năm 1840, ông cưới Clara Wieck, con gái của thầy ông, Friedrich Wieck. Clara Wieck có đóng góp quan trọng cho âm nhạc của chồng mình, đặc biệt là sau khi ông qua đời.

#### Cuối đời

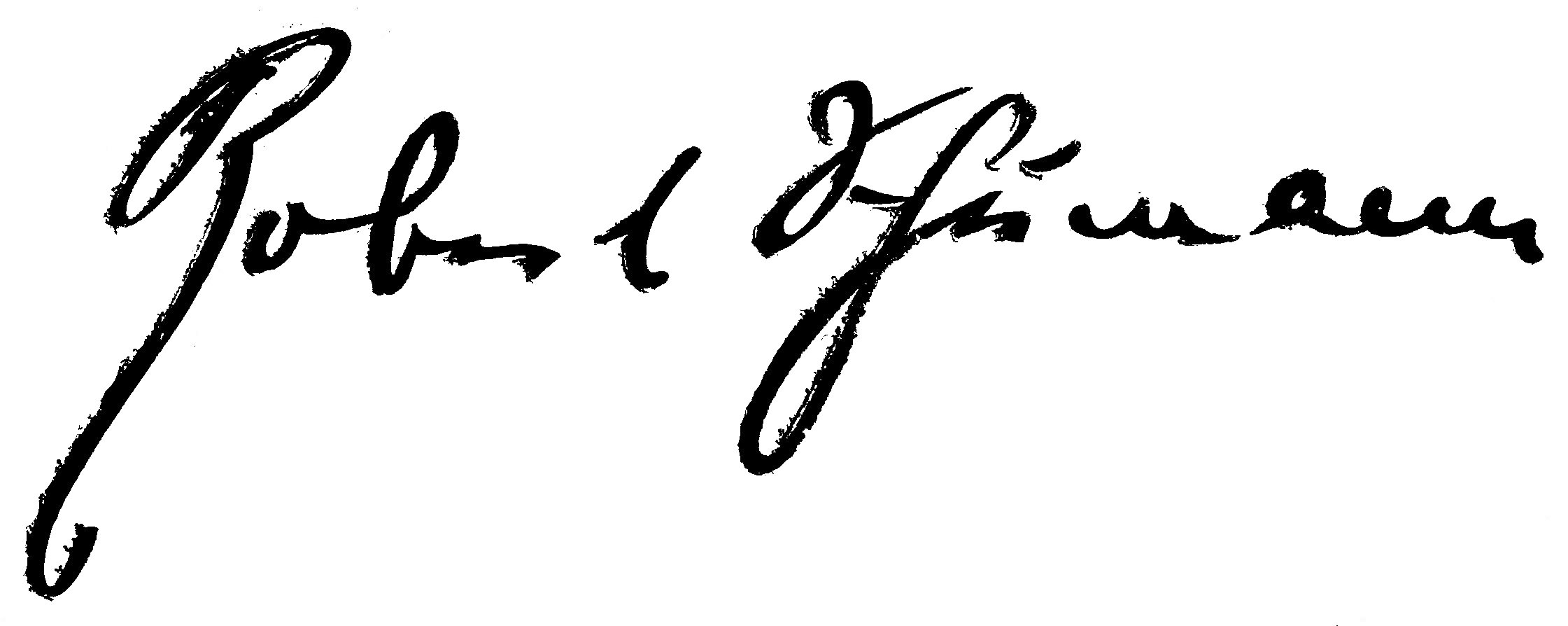
Chữ ký

Từ năm 1844, Robert Schumann bị suy thoái nhiều lần, trầm cảm. Tình hình nghiêm trọng đến ông còn nhảy xuống dòng sông Rhine để tự vẫn. Rất may, ông được cứu và được đưa vào bệnh viện tâm thần. Hai năm sau sự kiện đó, ông qua đời.

## Sự nghiệpâm nhạc

### Quá trình hoạt động

#### Sáng tác âm nhạc
Như đã nói ở trên, sau khi biết mình không còn hy vọng trở thành một nghệ sĩ piano xuất chúng, Robert Schumann quyết tâm sáng tác. Những năm tháng ở Leipzig là khoảng thời gian rực rỡ nhất trong sự nghiệp của ông. Ông sáng tác nhiều tác phẩm xuất sắc cho piano, mở ra thời kỳ mới trong lịch sử âm nhạc. Đến năm 1840, ông bị cuốn hút vào việc sáng tác thanh nhạc. Chỉ trong một thời gian ngắn, ông viết đến 130 ca khúc. Năm tiếp theo, ông tập trung viết câc tác phẩm có tầm vóc lớn hơn, cho dàn nhạc giao hưởng. Trong các năm 1842 và 1843, ông lại chuyển hướng sang nhạc thính phòng và các tác phẩm hợp xướng giáo đường.

#### Phê bình âm nhạc
Với tờ tạp chí Âm nhạc Mới, Schumann không giấu ý định nâng cao giá trị nghệ thuât đang bị suy sụp của thời kỳ đó. Bằng chứng thể hiện ý định đó của Schumann đó là một bài báo, trong đó ông đã không ngần ngại chế giễu những ai ra vẻ kinh điển, nhưng thực ra chỉ là sao chép quá khứ, những người bị Schumann nó là "những cái bóng của những bộ tóc giả rắc phấn của Haydn và Mozart, chứ không phải của những cái đầu mang các bô tóc ấy!". Ông phát hiện ra tài năng của Hector Berlioz, Frédéric Chopin, Franz Liszt và Johannes Brahms.

### Phong cách
Robert Schumann là một trong những nhà soạn nhạc có những sáng tác cho piano thuộc vào hàng xuất sắc nhất với cấu trúc kinh điển, chất thơ mộng và phong cách biểu hiện lãng mạn. Các tác phẩm thanh nhạc của Schumann tươi mới, tràn đầy sức sống, đặc biệt là các tổ khúc thanh nhạc được coi là niềm tự hào của ca khúc Đức. Ông là một trong những nhân vật tiêu biểu nhất của chủ nghĩa lãng mạn tiến bộ, là người có những đổi mới sáng tạo như viết các bản tổ khúc-biến tấu có tiêu đề cho piano. Schumann xứng đáng là một trong những người kế tục thiên tài nhất của những Ludwig van Beethoven, Carl Maria von Weber và Franz Schubert, đồng thời là một trong những người hoạt động âm nhạc lớn nhất của Đức đương thời.

## Nhạc cụ
Một trong những nhạc cụ nổi tiếng mà Robert Schumann từng chơi là cây đại dương cầm của Conrad Graf - một món quà cưới mà nhà chế tạo đàn tặng cho Robert và Clara vào năm 1839. Cây đàn này được đặt trong phòng làm việc của Schumann ở Düsseldorf và sau đó được trao cho Johannes Brahms bởi Clara Schumann. Sau vài lần thay đổi người sở hữu, chiếc đàn được giao lại cho Gesellschaft der Musikfreunde và hiện tại có thể được chiêm ngưỡng tại bảo tàng Kunsthistorisches ở Viên.

### Danh sách đĩa nhạc được phát trên nhạc cụ thời kỳ
- Jörg Demus. Robert Schumann, Clara Schumann. Schumann's Clavier. Pianoforte 1839 Graf
- Alexander Melnikov. Robert Schumann. Piano Concerto. Pianoforti 1837 Erard, 1847 Streicher
- Penelope Crawford. Robert Schumann. Kinderszenen Op.15 - Abegg Variations Op.1. Pianoforte 1835 Graf
- Andreas Staier. Kinderszenen op. 15, Waldszenen op. 82, Scherzo, Gigue, Romanze und Fughette op. 32, Abegg-Variationen op. 1, Fantasiestücke op. 12, Fantasiestücke op. 111, Gesänge der Frühe op. 133, Sonate per violino e pianoforte op. 105 e 121, etc. Piano Érard, Paris 1837
- The Hanover Band, direttore Roy Goodman. Schumann. 4 Symphonies, Overture, Scherzo & Finale. Performed on period instruments, BMG 1994